# Mario Della Grisa
Mario Della Grisa (Alessandria, 15 maggio 1905 – Genova, 6 marzo 1991) è stato un calciatore italiano, di ruolo difensore.

## Carriera
Cresciuto nel Genoa, dove venne aggregato alla prima squadra in un incontro amichevole contro il Casteggio già l'8 maggio 1921, esordì nella stagione 1922-1923 contro il Milan l'8 ottobre 1922.
Il match, che fu l'unico che disputò nelle file del Genoa, terminò 4-1 per i liguri e Della Grisa è ricordato per aver causato il rigore che diede al Milan il gol della bandiera deviando con la mano un tiro di Giuseppe Santagostino. Grazie a quella presenza vinse poi lo scudetto.
La stagione seguente Della Grisa tornò a giocare con la squadra riserve dei rossoblu, giocando con i titolari solo l'amichevole vinta 2-1 in casa contro il Milan l'11 maggio 1924.

## Palmarès

### Club

#### Competizioni nazionali
- Campionato italiano: 1

Genoa: 1922-1923